# Unidad periférica de Préveza
Préveza (en griego Πρέβεζα, Préveza) es una unidad periférica de Grecia que forma parte de la periferia de Epiro. La capital es la ciudad de Préveza. Hasta el 1 de enero de 2011 fue una de las 51 prefecturas en que se dividía el país. Dicha prefectura se creó en 1913 cuando el resto de la región de Epiro pasó a ser territorio bajo jurisdicción griega tras la conclusión de la primera guerra de los Balcanes.

## Subdivisiones
Comprende los siguientes municipios:
- Parga
- Préveza
- Zirós